# Palazzo Roma
Palazzo Roma è un edificio del XVI secolo, sito in piazza Duomo a Vicenza.

## Descrizione
Eretto nel 1599 e ricostruito nel secondo dopoguerra.

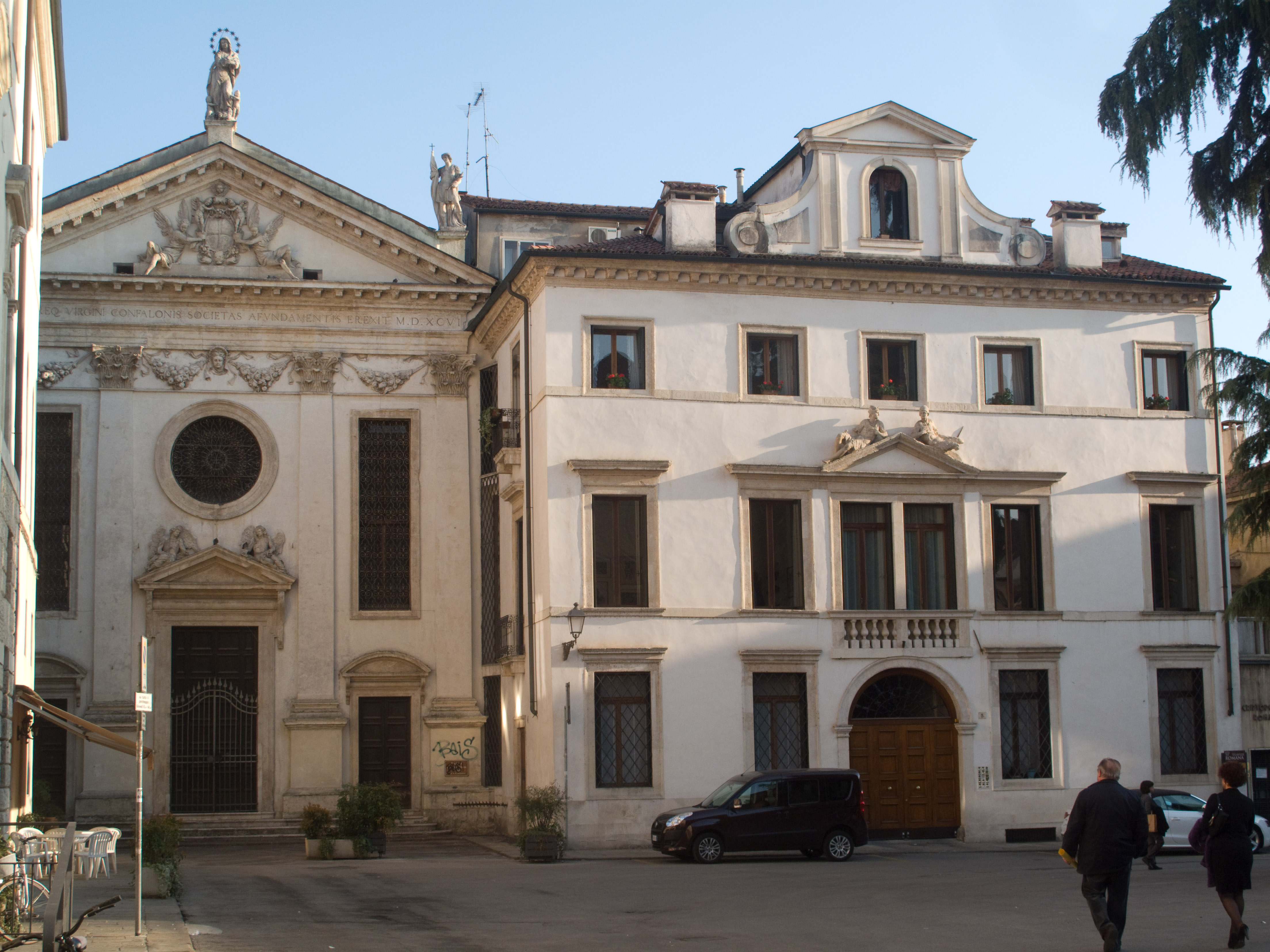
Palazzo Roma, sulla sinistra l'Oratorio del Gonfalone
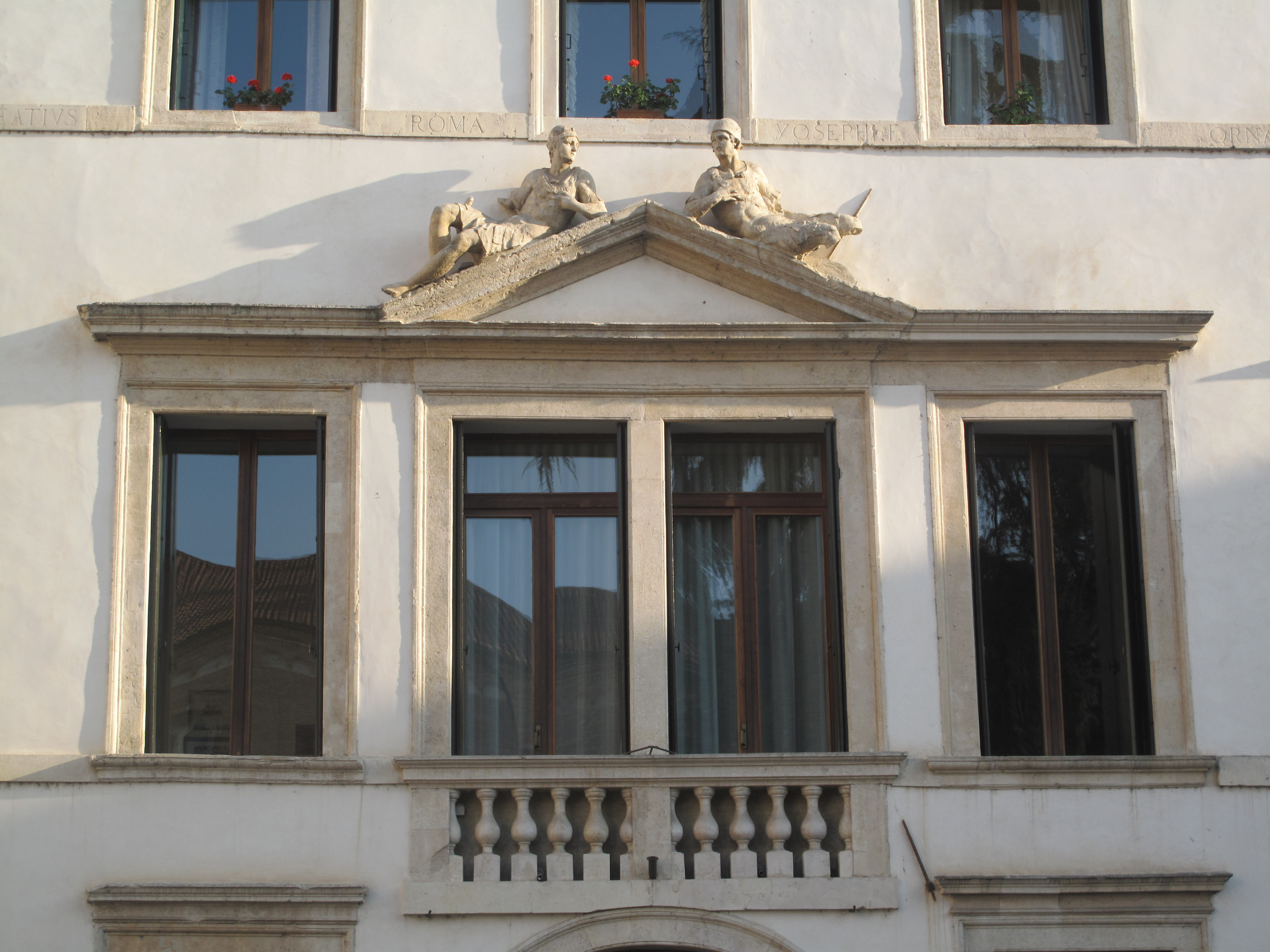
Facciata al primo piano
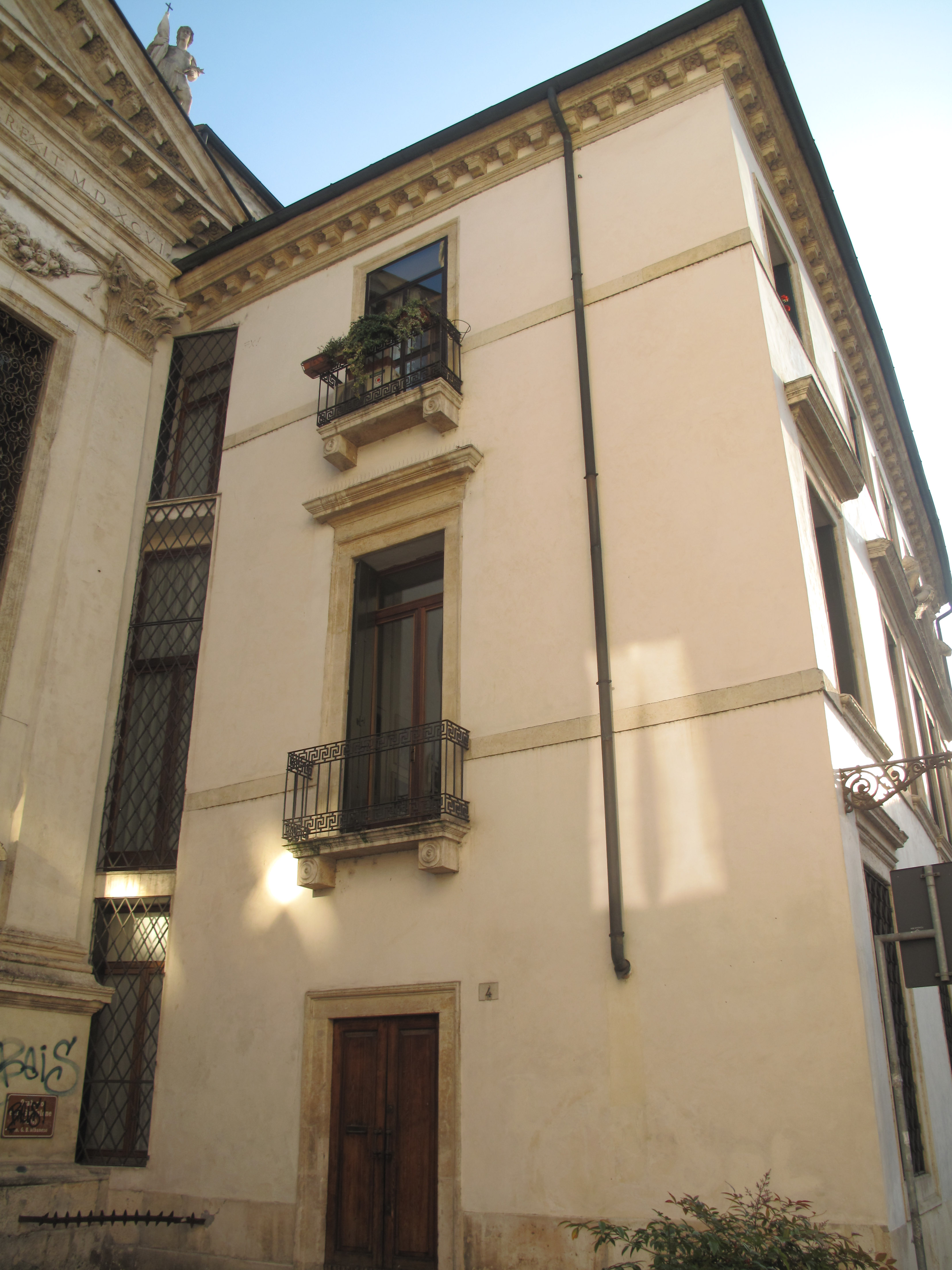
Fianco est